# Gabriela Mistral
Lucila de María Godoy Alcayaga (Vicuña, 7 de abril de 1889-Nueva York, 10 de enero de 1957), conocida como Gabriela Mistral, fue una poetisa, diplomática, profesora y pedagoga chilena. Por su trabajo poético, recibió el Premio Nobel de Literatura en 1945, cuando se convirtió en la primera mujer iberoamericana y la segunda persona latinoamericana en recibir un Premio Nobel.
Nacida en una familia de recursos modestos, se desempeñó como profesora en diversas escuelas, se convirtió en una importante pensadora respecto al papel de la educación pública y llegó a participar en la reforma del sistema educacional mexicano. A partir de la década de 1920, Mistral tuvo una vida itinerante al desempeñarse como cónsul y representante en organismos internacionales en América y Europa.
Como poeta, es una de las figuras más relevantes de la literatura chilena y latinoamericana. Entre sus obras destacan Desolación, Tala y Lagar.

## Biografía

### Origen y familia

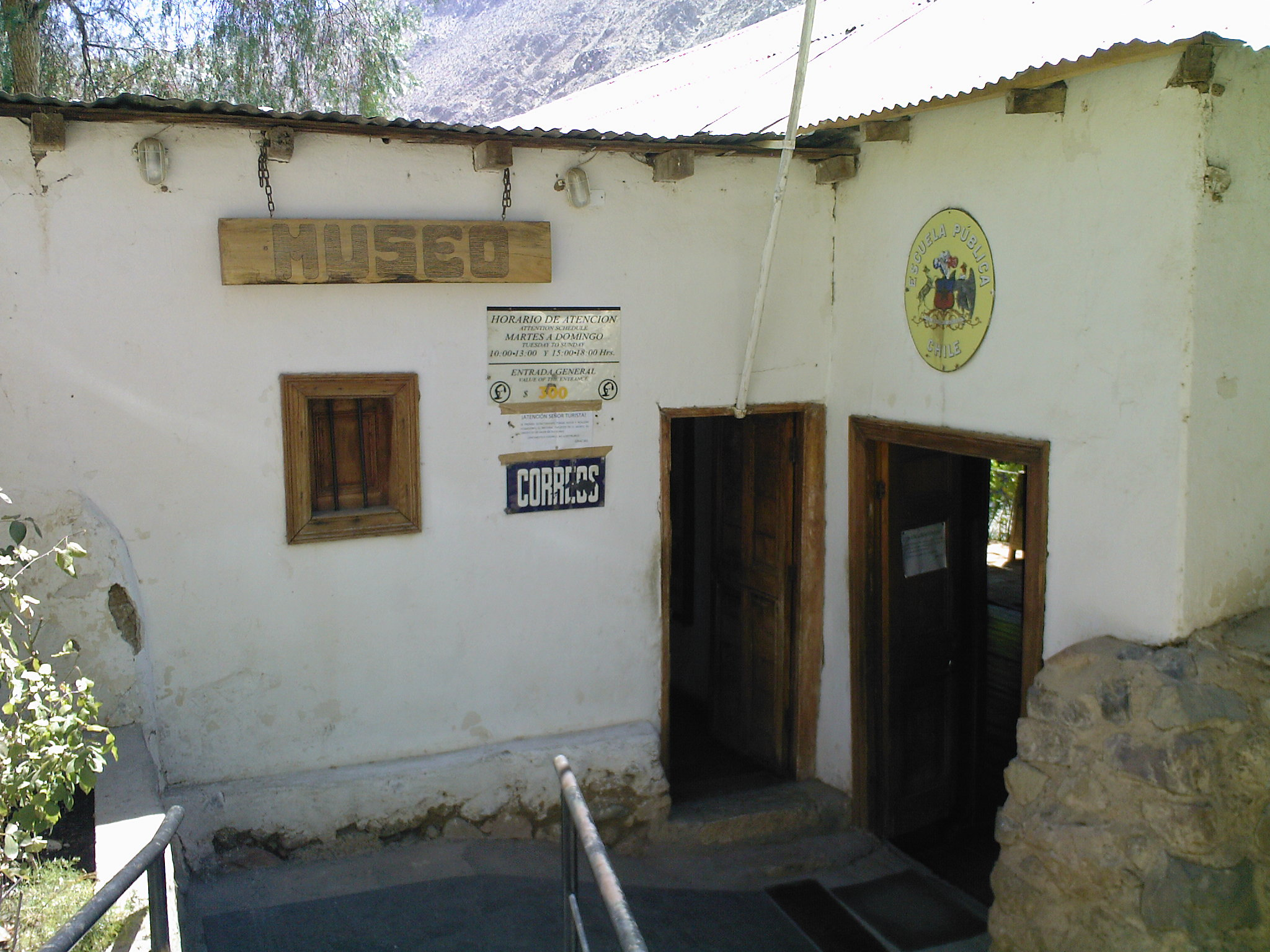
Casa-escuela de Montegrande.

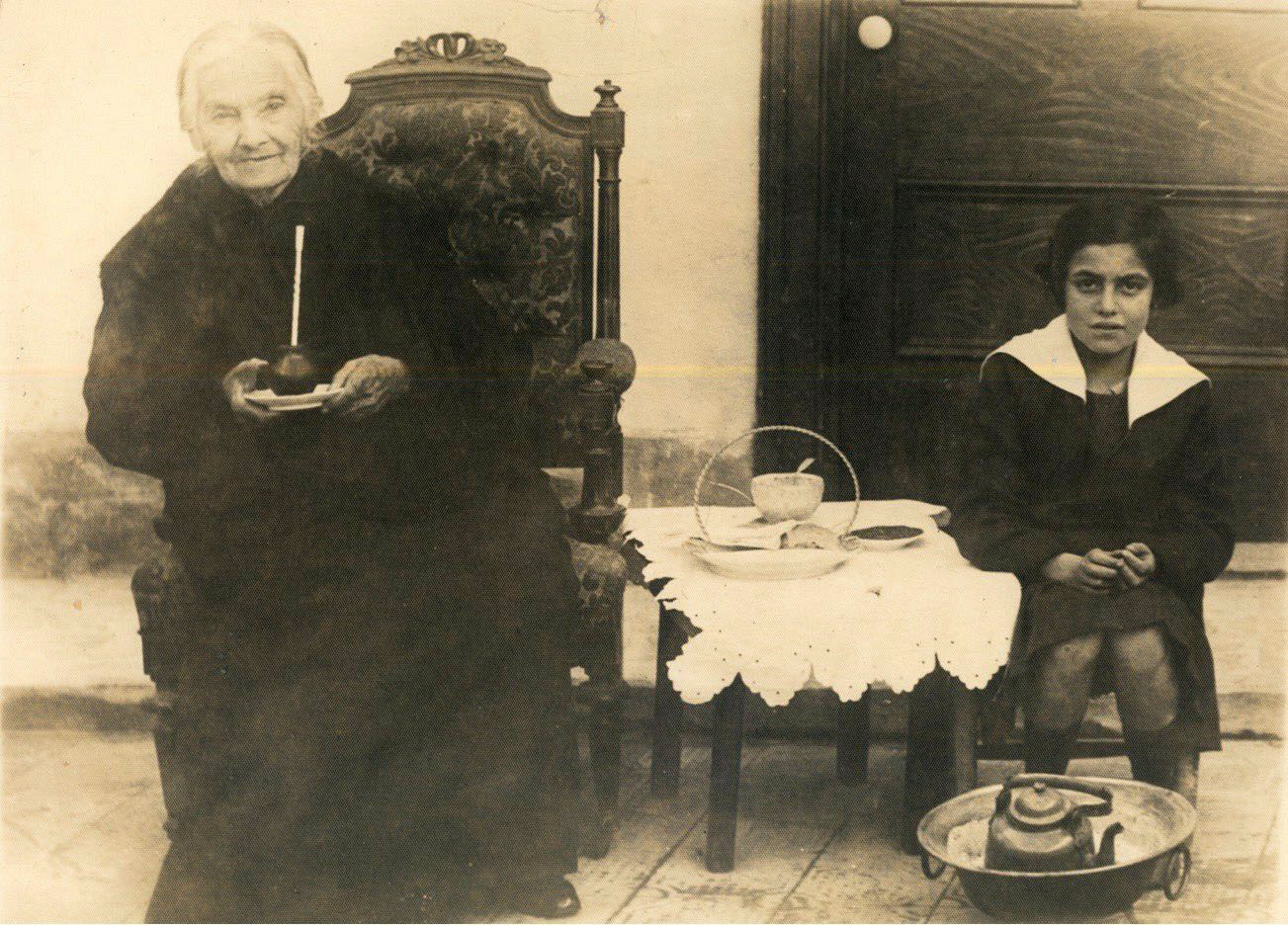
Petronila Alcayaga Rojas, madre de Gabriela Mistral junto a una niña no identificada.

Gabriela Mistral nació en Vicuña el 7 de abril de 1889, con el nombre de Lucila de María Godoy Alcayaga. En la calle donde se encontraba su casa natal, se creó en 1957 el museo que lleva su nombre. Toda su infancia la pasó en diversas localidades del valle de Elqui, en la actual región de Coquimbo. A los diez días, sus padres se la llevaron desde Vicuña al cercano pueblo de La Unión (actualmente llamado Pisco Elqui). Entre los tres y los nueve años, Mistral vivió en la pequeña localidad de Montegrande. Sería este lugar el que Mistral consideró su ciudad natal; la poeta se refería a él como su «amado pueblo» y fue allí donde pidió que le dieran sepultura.
Hija de Juan Jerónimo Godoy Villanueva, profesor y poeta de ascendencia española, natural de San Félix, y de Petronila Alcayaga Rojas, de ascendencia vasca. Sus abuelos paternos, oriundos de la actual región de Antofagasta, fueron Gregorio Godoy e Isabel Villanueva; y los maternos, Francisco Alcayaga Barraza y Lucía Rojas Miranda, descendientes de familias propietarias de tierras del valle de Elqui. Por el lado de su madre, Gabriela Mistral tuvo una media hermana mayor, Emelina Molina Alcayaga, hija de Rosendo Molina Rojas, quien fue su primera maestra. Por el de su padre, habría tenido otro medio hermano, llamado Carlos Miguel Godoy Vallejos. 
Aunque su padre abandonó el hogar cuando ella tenía unos tres años, Gabriela Mistral lo quiso y siempre lo defendió. Cuenta que «revolviendo papeles», encontró unos versos «muy bonitos». «Esos versos de mi padre, los primeros que leí, despertaron mi pasión poética», escribió.

### Formación docente

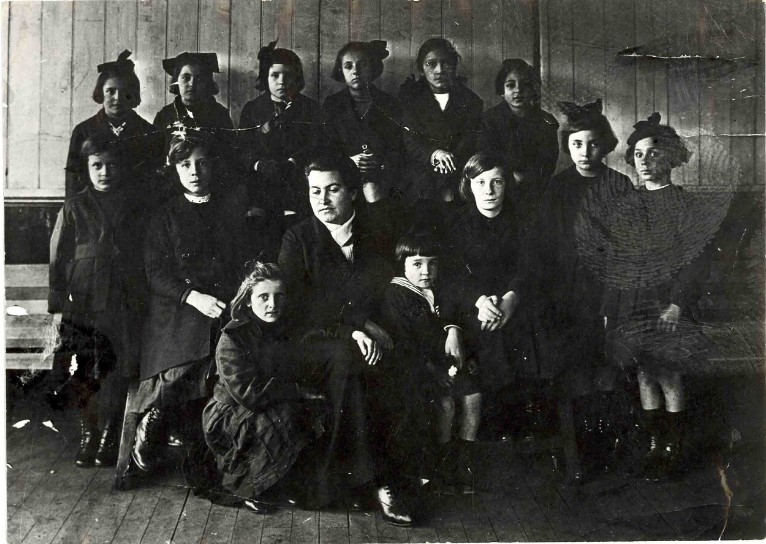
Gabriela Mistral junto a sus alumnas del Liceo de Punta Arenas, hacia 1919.

En 1904, comenzó a trabajar como profesora ayudante en la Escuela de la Compañía Baja (en La Serena) y a enviar colaboraciones al diario serenense El Coquimbo. Al año siguiente, continuó escribiendo en él y en La Voz de Elqui, de Vicuña. En la misma época entabla una amistad con Bernardo Ossandón, profesor y periodista serenense que le facilita su biblioteca personal para estudiar y desarrollar su estilo literario.
Desde 1908, fue maestra en La Cantera y después en Los Cerrillos, camino a Ovalle. No estudió para maestra, ya que no tenía dinero para ello. Quiso ingresar en una escuela normal de la que fue excluida por prejuicios religiosos. En 1910, convalidó sus conocimientos ante la Escuela Normal n.º 1 de Santiago y obtuvo el título de «profesora de Estado», con lo que pudo ejercer la docencia en el secundario. Esto le costó la rivalidad de sus colegas, ya que ese título lo recibió mediante convalidación de sus conocimientos y experiencia, sin haber concurrido al Instituto Pedagógico de la Universidad de Chile.
Lucila Godoy Alcayaga o Gabriela Mistral llegó a Traiguén en la Araucanía en octubre de 1910, con 21 años, a prestar servicio como profesora a instancias de la directora del Liceo de Niñas de Traiguén. Al respecto, escribió: “Fidelia Valdés me metió en la enseñanza secundaria, me llevó a Traiguén". En este pueblo desarrolló funciones como maestra interina de Labores, Dibujo, Higiene y Economía Doméstica hasta el primer semestre del año siguiente; sin embargo, el recibimiento no fue el esperado, pues sus colegas la cuestionaron —tal como ocurriría en los restantes establecimientos donde sirvió en Chile—, por carecer de estudios sistemáticos en el Instituto Pedagógico. Mistral dice en un escrito haber observado el problema de reparto y juicios de tierras indígenas y señaló que "éstos saben amar su tierra", fue el primer contacto con los mapuches. En Traiguén comenzó el recorrido de once años dedicada a la enseñanza chilena en Antofagasta, Los Andes, Punta Arenas, Temuco y Santiago.

#### Viaje y estancia en México
Fue contratada por el gobierno de México a petición del ministro de educación José Vasconcelos, quien había desatado sobre el país una especie de movilización general en favor de la enseñanza rural. Gabriela Mistral viajó a México en junio de 1922; trabajó para el gobierno mexicano en la conformación de su nuevo sistema educativo, modelo que se mantiene casi en su esencia, pues solo se le han hecho algunas reformas.
En el momento en que toca suelo mexicano, la impresiona la amplitud del movimiento en que de pronto se encuentra inmersa. Ella, que proviene de un país de lentos cambios sociales, de pronto se halla en el epicentro de un gran tornado. La reforma de la escuela campesina tocaba sus fibras íntimas: lo rural, lo campesino, lo popular, la lectura como medio preferencial, la creación de bibliotecas.  Es decir, justo el revés de la pedagogía gris y vituperada de su propio terruño.
Mistral sabía la importancia de la misión que le había sido encomendada; es decir, alcanzaba a prever las características de aquella “cruzada”. Se trataba de una innovación que bien podría denominarse reforma y en muchos aspectos revolución.  Su cometido inicial era simple: llegar a México para dar a conocer la literatura chilena; al poco tiempo, Vasconcelos le pide que prepare un libro de lectura para mujeres y la enrola en los trabajos de enseñanza rural e indígena, donde la importancia de la lectura tanto en su modalidad silenciosa en la biblioteca, como en su modalidad colectiva en la aldea son destacados aportes introducidos por Mistral. En ambos casos se trata de una fiesta, semejante a la del teatro y a las fiestas religiosas. Su vida se mueve entre los pueblos indígenas y los altos niveles de la intelectualidad y del gobierno. Mistral se siente mucho mejor con los primeros. La distancia y el nuevo trabajo están puliendo sus puntos de vista.
Los registros tanto suyos como de otras fuentes indican que Gabriela Mistral puso su cuerpo y su alma entera en esa tarea. El cambio radical de escenario y de actividad le permitieron cobrar distancia del mundo pedagógico pequeño que la había rodeado desde hacía tantos años.  Atrás quedaban las disputas por sus títulos y las pequeñeces y envidias. Ella se sentía en lo suyo y se reencontró con el sentido de la vida.
Ahora bien, esa novedosa reforma educativa no tenía nada que ver con lo que en el Chile de su época recibía un nombre parecido. Mucho menos tiene que ver esta cruzada con los experimentos pedagógicos que la Escuela Nueva está haciendo en Europa y en Estados Unidos. No obstante, encontramos realidades que se acercan a ella. Mistral vive este periodo con una intensidad sin igual en toda su vida. Como nunca su tarea es diversa y desafiante, pero está a la altura de lo que ella sabe hacer. De modo que una sensación de realización y de plenitud la acompañará en estos dos años. En cierto modo se realizará un reencuentro con la pedagogía, esa auténtica con los niños. Su participación en la cruzada educativa será importante, pero no decisiva para sus logros. Ésta ya estará en marcha cuando ella llegue y, si bien sus aportaciones desembocarán en el libro Lecturas para mujeres, encomendado por Vasconcelos, su tarea en las misiones se integrará como apoyo a un movimiento que ya tiene vida propia.
México fue su primera escala en su viaje por todo el continente americano. Volvería a visitar México en 1949, visita durante la cual se entrevistó con el expresidente Lázaro Cárdenas del Río en Michoacán. A partir de ese momento se volvió simpatizante del movimiento latinoamericanista y pensaba a la región como un gran país, sobre lo cual escribe su poema Cordillera (1957, en Recados, contando a Chile).

#### Regreso a Chile
En 1925, cuando regresó a Chile, fue nombrada delegada chilena del Instituto de Cooperación Intelectual de la Sociedad de las Naciones. En el mismo año, junto con Víctor Andrés Belaúnde fundó el Instituto de la Colección de los Clásicos Iberoamericanos, que se encargaba de difundir las tradiciones de los textos franceses de los libros más representativos de Latinoamérica.
En Chile trabajó en escuelas como maestra de temas como geografía y posteriormente llegó a cargos administrativos e incluso al puesto de directora del Liceo número 6 de Santiago. Ya inmersa en el mundo de la enseñanza publicó múltiples artículos que se difundieron en América y Europa en los que se veía reflejada su filosofía pedagógica. Gabriela Mistral tenía influencias de pensadores como Rodó y Tagore, creía en la enseñanza al aire libre, en la importancia de crear comunidad entre el alumnado, las madres y los obreros de la comunidad; se interesaba tanto en el desarrollo del niño como del adulto; abogaba por un equilibro entre la cultura europea y americana; promovía el uso de las artes en el aula de clases; y promovía un concepto religioso de la educación como vía para acercarse a Dios. En 1926 escribe el manuscrito “La imagen de Cristo en la escuela” publicado por El Mercurio, e incluso escribe oraciones para que el alumnado recitara antes de iniciar la jornada de clases.
En diciembre de 1927 escribe desde París un artículo abogando por los derechos del niño, que serían los siguientes: 
1. Derecho a la salud plena, al vigor y a la alegría
2. Derecho a los oficios y a las profesiones
3. Derecho a lo mejor de la tradición, a la flor de la tradición, que en los pueblos occidentales es, a mi juicio, el cristianismo
4. Derecho del niño a la educación maternal
5. Derecho a la libertad, derecho que el niño tiene desde antes de nacer a las instituciones libres e igualistas
6. Derecho del niño sudamericano a nacer bajo legislaciones decorosas
7. Derecho a la enseñanza secundaria y aparte de la superior.[21]

La concepción que tenía sobre la educación fue fundamental en su escritura. Tal como recoge Santiago Sevilla-Vallejo, "Ella se identifica con la mujer que cuida de los niños en el sentido maternal y también educativo, donde recalcó que, por encima del valor formal de la educación escolar, está el sentido de confianza y humanidad que infunde el docente en sus alumnos".

### Inicios

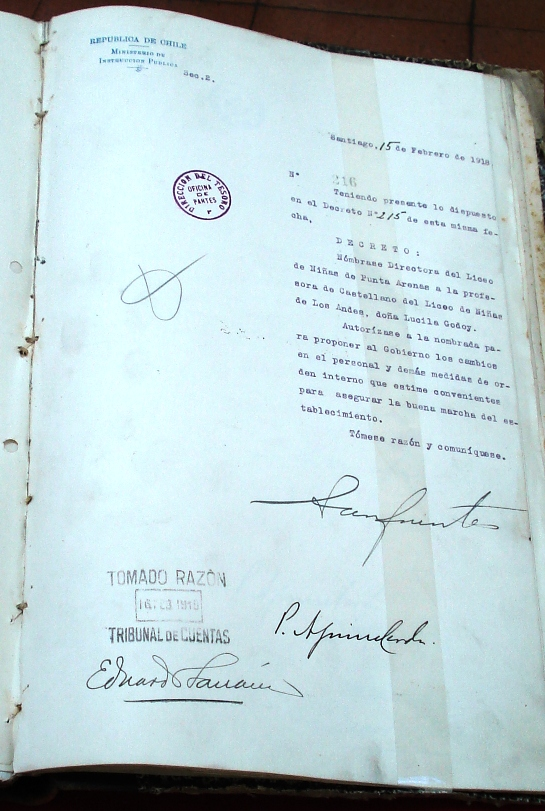
Decreto del Ministerio de Educación que designa a Lucila Godoy directora del Liceo de Niñas de Punta Arenas en 1918.

Los escritos realizados un mes antes de que llegara Lucila Godoy a Traiguén en octubre de 1910, son artículos de prensa donde aboga por la instrucción primaria obligatoria, con fuertes críticas al mundo político de esos años; la cuestión social marcaba la preocupación de los intelectuales de la época, además de los altos gastos efectuados para las obras y actividades de celebración del Centenario de Chile; un importante sector del bajo pueblo pasaba por problemas socioeconómicos y la joven Lucila Godoy no fue ajena a esas problemáticas.
El diario El Colono de Traiguén del 1 de noviembre publicó el poema «Desolación», resume el sentir del rechazo y, a su vez, la tragedia sentimental de su frustrada relación con Romelio Ureta, que se había suicidado el año anterior. Además, escribe el poema «Rimas», fechado en esa ciudad el 24 de octubre de 1910, donde manifiesta tristeza frente a la pérdida y la imposibilidad de una despedida. Estos versos son distintos a los publicados con el mismo título un año antes.
El mismo año, Mistral comenzó a escribir sus famosos Sonetos de la muerte. “Ignoraba yo por aquellos años (1910-1911) lo que llaman los franceses el metier de côté, o sea, el oficio lateral; pero un buen día él saltó de mí misma, pues me puse a escribir prosa mala, y hasta pésima, saltando, casi en seguida, desde ella a la poesía, quien, por la sangre paterna, no era jugo ajeno a mi cuerpo. En el descubrimiento del segundo oficio había comenzado la fiesta de mi vida”. En este periodo de reflexión en Traiguén opta por la poesía como una de sus mayores realizaciones personales.

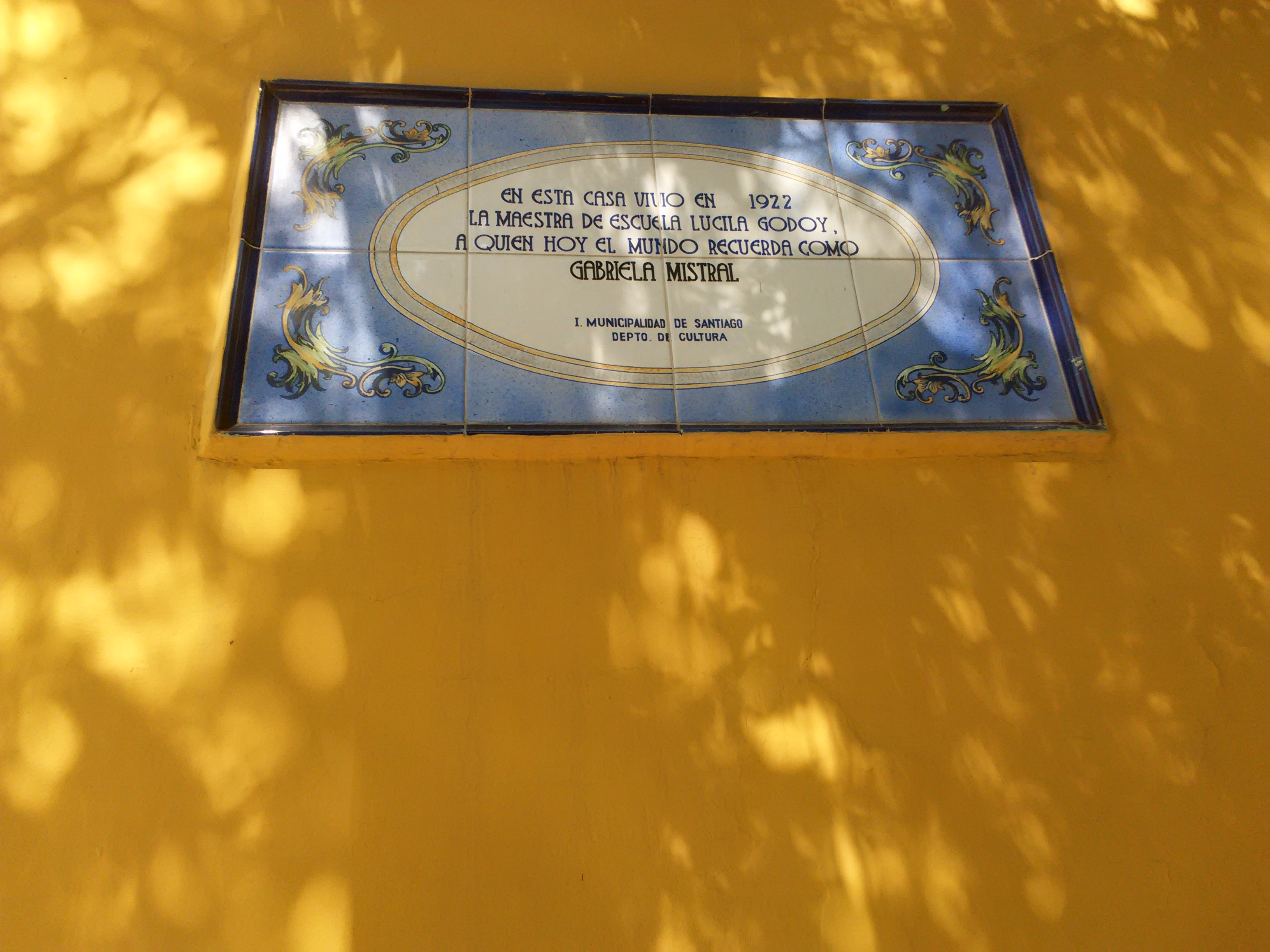
Casa que habitó Lucila Godoy en el popular barrio Huemul

El 12 de diciembre de 1914, obtuvo el primer premio en el concurso de literatura de los Juegos Florales, organizados por la Federación de Estudiantes de la Universidad de Chile (FECh) en Santiago, por sus Sonetos de la muerte.
Desde entonces utilizó el seudónimo literario «Gabriela Mistral» en casi todos sus escritos, que según la tesis más aceptada es un homenaje a dos de sus poetas favoritos, el italiano Gabriele D'Annunzio y el occitano Frédéric Mistral. Según otras versiones, el origen del nombre se debería al arcángel Gabriel y al viento Mistral. En 1917, Julio Molina Núñez y Juan Agustín Araya publicaron una de las más importantes antologías poéticas de Chile, Selva lírica, donde Lucila Godoy aparece ya como una de las grandes poetas chilenas. Esta publicación es una de las últimas en que utiliza su nombre verdadero.
Desempeñó el cargo de inspectora en el Liceo de Señoritas de La Serena. Además, como destacada educadora, visitó México, Estados Unidos y Europa estudió las escuelas y los métodos educativos de estos países. Fue profesora invitada en las universidades de Barnard, Middlebury y Puerto Rico.
Después de haber vivido en Antofagasta en el norte de Chile, trabajo en Punta Arenas en el extremo sur de Chile, donde dirigió su primer liceo: Gabriela Mistral tenía una misión en Punta Arenas: ella fue enviada a una de las ciudades más australes de Chile con una tarea específica, “la chilenización de un territorio donde el extranjero superabundaba” ... El encargo se lo había hecho el Ministro de Justicia e Instrucción Pública del gobierno de Juan Luis Sanfuentes, a saber Pedro Aguirre Cerda y bajo ese propósito había recibido el cargo de directora del Liceo de Niñas Sara Brown. Pese a tener un rol fundamental en la chilenización de la población local, también lamentaba al mismo tiempo el exterminio selknam. Su mentor y quien la trasladara a dicha ciudad austral para hacerse cargo del Liceo N.º 1 de Niñas, fue el gobernador del territorio de Magallanes, general Luis Alberto Contreras y Sotomayor. Su apego a Punta Arenas también se debió a su relación con Laura Rodig, que vivía en aquella ciudad. 
No soportaba el clima frío. Por eso, pidió un traslado, y en 1920 se mudó a Temuco, desde donde partió en ruta a Santiago al año siguiente. Durante su estancia en la Araucanía, como directora del Liceo de Niñas de Temuco, conoció a Neftalí Reyes (Pablo Neruda), quien recuerda que «ella me hizo leer los primeros grandes nombres de la literatura rusa que tanta influencia tuvieron sobre mí».
Aspiraba a un nuevo desafío después de haber dirigido dos liceos de pésima calidad. Opositó y ganó el puesto prestigioso de directora del Liceo n.º 6 de Santiago, pero los profesores no la recibieron bien, reprochándole su falta de estudios profesionales.
Desolación, considerada su primera obra maestra, apareció en Nueva York en 1922 publicada por el Instituto de Las Españas, a iniciativa de su director, Federico de Onís. La mayoría de los poemas que forman este libro los había escrito diez años atrás mientras residía en la localidad de Coquimbito.

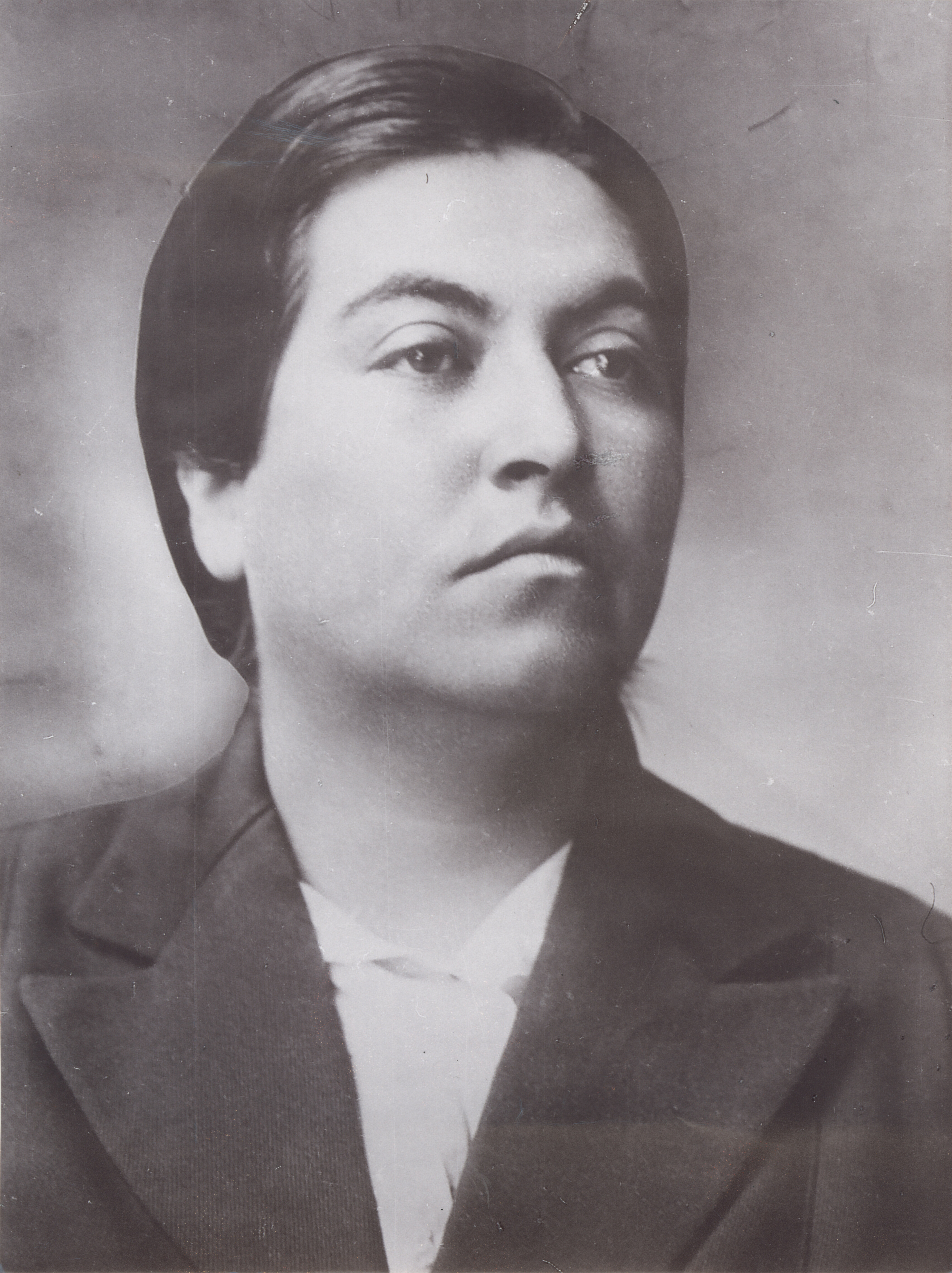
Gabriela Mistral en 1922.

El 23 de junio de 1922, en compañía de Laura Rodig, zarpó hacia México en el vapor Orcoma, invitada por el entonces ministro de Educación José Vasconcelos. Allí permaneció casi dos años, trabajando con los intelectuales más destacados del mundo hispanohablante.
En 1923, en México se inauguró una estatua y se publicó su libro Lectura para mujeres; en Chile apareció la segunda edición de Desolación (con una tirada de 20 000 ejemplares) y apareció en España la antología Las mejores poesías, con prólogo de Manuel de Montoliú.
Tras una gira por Estados Unidos y Europa, volvió a Chile, donde la situación política era tan tensa que se vio obligada a partir de nuevo, esta vez para servir en el Viejo Continente como secretaria de una de las secciones de la Sociedad de las Naciones en 1926; el mismo año ocupó la secretaría del Instituto de Cooperación Internacional, de la Sociedad de las Naciones, en Ginebra. En diciembre de 1925 el cónsul general de Chile en Suecia, Ambrosio Merino Carvallo, propuso al gobierno la candidatura de Mistral al Premio Nobel de Literatura de 1926; finalmente obtendría el galardón 19 años después.
En 1924, publicó en Madrid Ternura, libro en el que practicó una novedosa «poesía escolar», renovando los géneros tradicionales de la poesía infantil (por ejemplo, canciones de cuna, rondas, y arrullos) desde una poética austera y muy depurada. Petronila Alcayaga, su madre, murió en 1929, por lo cual le dedicó la primera parte de su libro Tala.

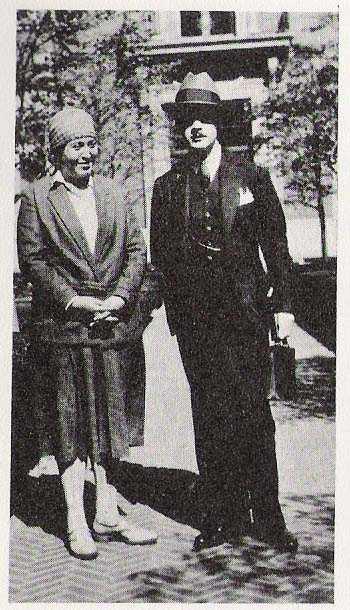
Gabriela Mistral con el muralista colombiano Santiago Martínez Delgado, en 1930.

Su vida fue, en adelante, una continuación de la errantía incansable que conoció en Chile, sin un puesto fijo en que utilizar su talento. Prefirió, entonces, vivir entre América y Europa. Así, viajó a Puerto Rico en 1931, como parte de un tour por el Caribe y América del Sur. En esta gira, el general Augusto Sandino, a quien ella había dado su apoyo en numerosos escritos, la nombra «Benemérita del Ejército Defensor de la Soberanía Nacional» en Nicaragua. Además, dio discursos en la Universidad de Puerto Rico, Río Piedras, en Santo Domingo, en Cuba y en todos los otros países de América Central.
A partir de 1933, y durante veinte años, trabajó como cónsul de su país en ciudades de Europa y América. Su poesía fue traducida al inglés, francés, italiano, alemán y sueco, y ha resultado muy influyente en la obra de muchos latinoamericanos, como Pablo Neruda y Octavio Paz.

### Premio Nobel
La postulación de Mistral al Premio Nobel fue promovida en 1939 por la escritora ecuatoriana Adelaida Velasco Galdós, idea que fue apoyada por el presidente de Chile Pedro Aguirre Cerda y por la primera dama Juana Aguirre Luco. A pesar de la reticencia de la poeta, la campaña recibió el patrocinio de distintos medios de prensa del continente y de las Academias de Letras, incluida la española. El secretario de la Academia Sueca, Hjalmar Gullberg, tradujo y publicó una antología de sus poemas en 1941.
La noticia de que había ganado el Nobel la recibió en 1945 en Petrópolis, la ciudad brasileña donde desempeñaba la labor de cónsul desde 1941 y donde en 1943, a los 18 años, se había suicidado Yin Yin (Juan Miguel Godoy Mendoza, su sobrino según la documentación oficial, pero que dijo a Doris Dana, ya muy disminuida en sus días finales, que era su hijo carnal, al que, con su amiga y confidente Palma Guillén, "había adoptado" y con el que vivía por los menos desde que este tenía cuatro años).

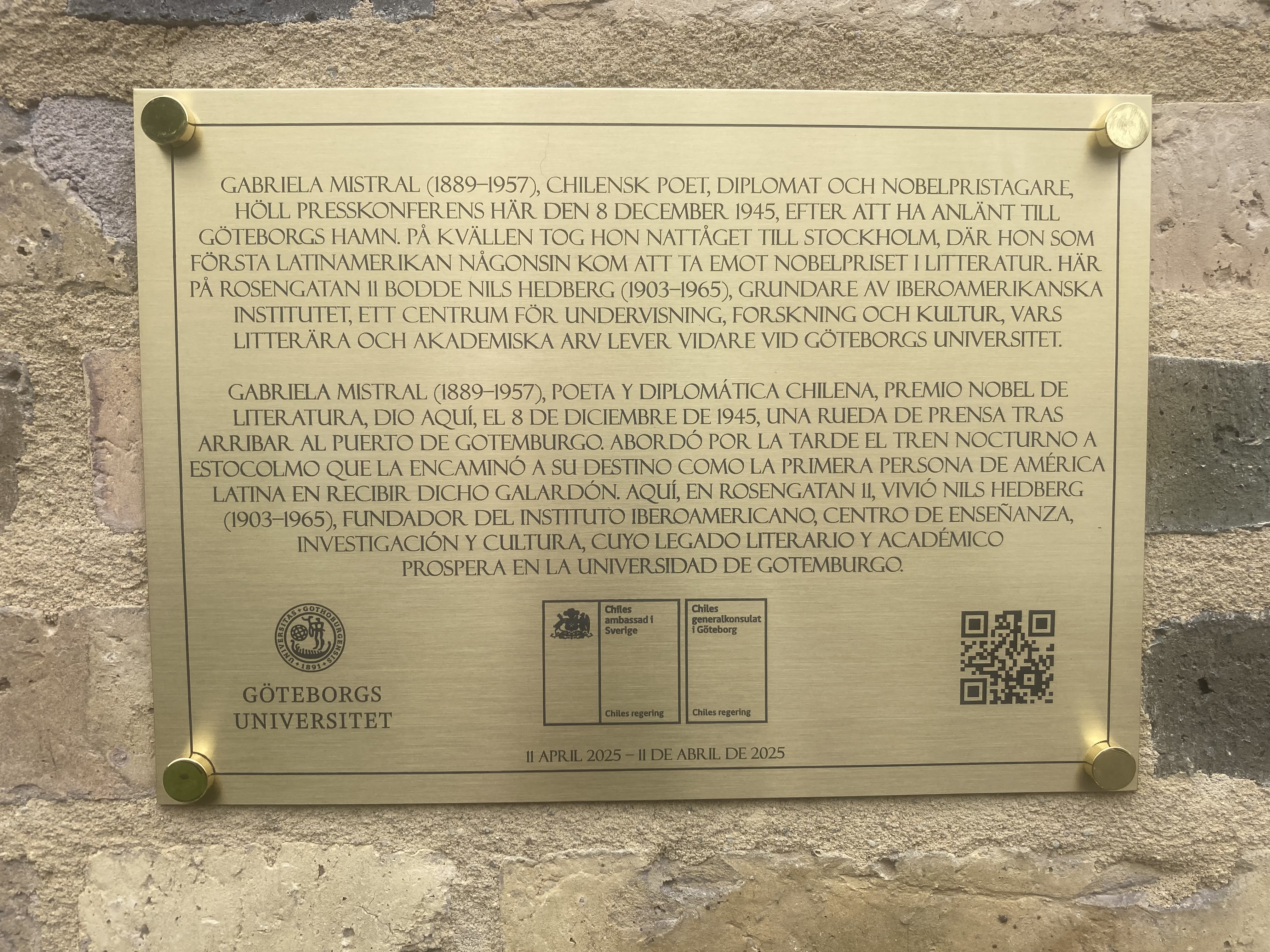
Placa en memoria de la visita de Mistral a Suecia, en el edificio de Nils Hedberg, donde la poeta chilena ofreció una rueda de prensa el 8 de diciembre de 1945, tras su llegada al puerto de Gotemburgo.

La motivación para entregarle esta distinción fue «su obra lírica que, inspirada en poderosas emociones, ha convertido su nombre en un símbolo de las aspiraciones idealistas de todo el mundo latinoamericano». Recibió el Premio Nobel, que otorga la Academia Sueca, el 10 de diciembre de 1945, en un discurso en que manifestó: «Por una venturanza que me sobrepasa, soy en este momento la voz directa de los poetas de mi raza y la indirecta de las muy nobles lenguas española y portuguesa. Ambas se alegran de haber sido invitadas al convivio de la vida nórdica, toda ella asistida por su folklore y su poesía milenarias».
En el comienzo de 1946 regresó a Estados Unidos por cuarta vez, entonces como cónsul en Los Ángeles y, con el dinero ganado con el premio, se compró una casa en Santa Bárbara. Allí, al año siguiente, escribió gran parte de Lagar I, en muchos de cuyos poemas se observa la huella de la Segunda Guerra Mundial, que sería publicado en Chile en 1954.
En 1946, conoció a Doris Dana, una escritora estadounidense con quien estableció una relación y de quien no se separaría hasta su muerte.

### En Nueva York

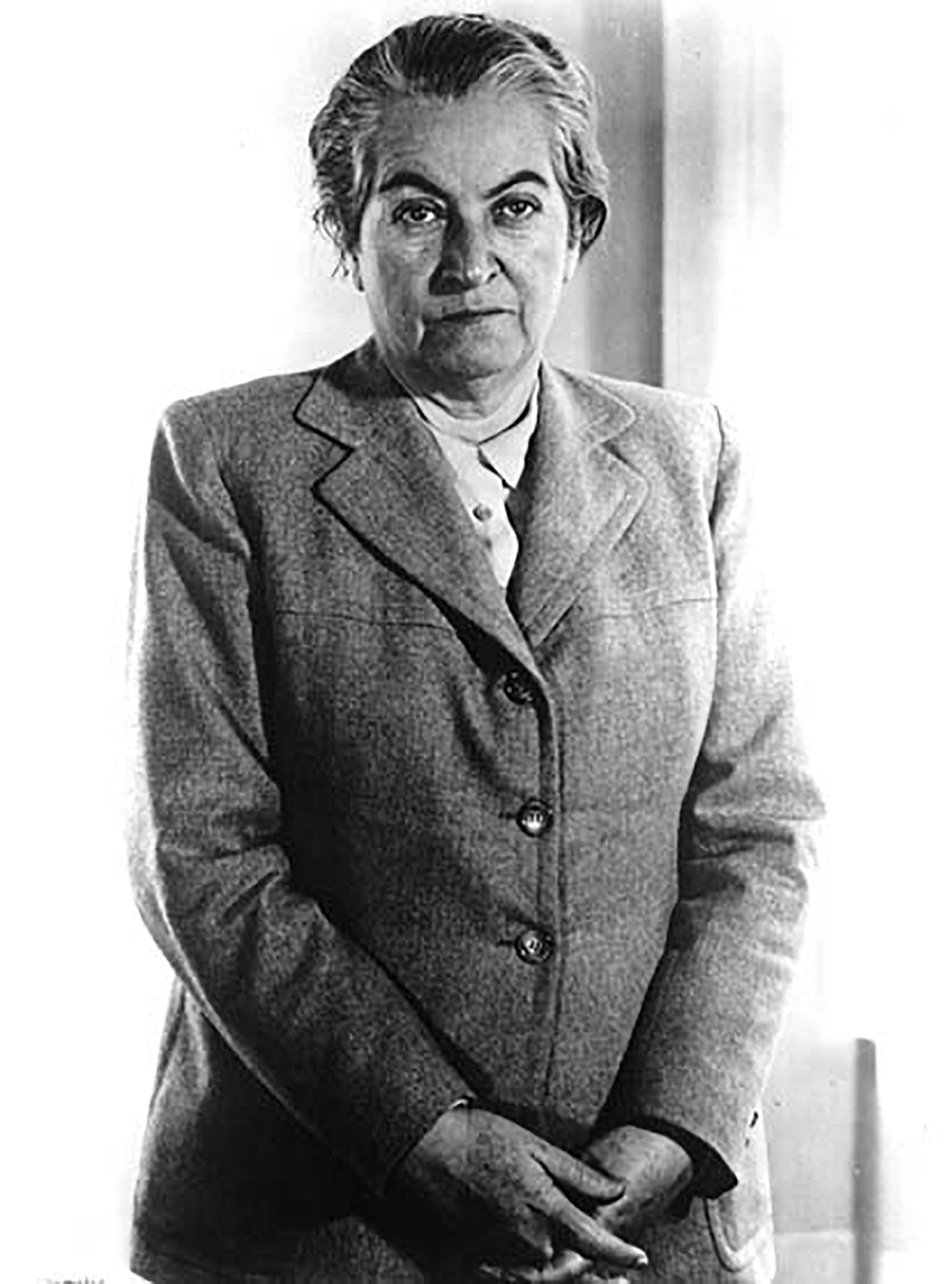
Gabriela Mistral en los años 1950.

Gabriela Mistral fue nombrada cónsul en Nueva York en 1953, cargo por el que consiguió estar junto a la escritora y bachiller estadounidense Doris Dana, que más tarde sería receptora, portavoz y albacea oficial de Mistral.
En 1954, fue recibida con honores tras la invitación del gobierno de Chile encabezado por Carlos Ibáñez del Campo. En esa ocasión la acompañó Doris Dana, a quien la prensa nacional identificaba como «la secretaria de Mistral», y que pisaba tierra chilena por primera y última vez.
En Santiago, que había declarado día festivo, la esperaban las autoridades de la capital, mientras su auto descubierto era escoltado por patrullas de carabineros seguidas de huasos a caballo y escolares destacados de diferentes colegios portando banderas. En su trayecto, pasó por un arco de triunfo hecho con flores frescas en la Alameda con España ―«El buen sembrador siembra cantando», se leía en él―; la gente le lanzaba flores. En la tarde, fue recibida en La Moneda por el presidente Ibáñez y al día siguiente, se la honró con el título de doctor honoris causa de la Universidad de Chile, la primera vez que esta casa de estudios entrega esta distinción.
Volvió a Estados Unidos, «país sin nombre», según ella, para quien Nueva York era demasiado fría; hubiera preferido vivir en Florida o Nueva Orleans (había vendido su propiedad en California), y así se lo dijo a Doris, a quien le propuso comprar una casa a nombre de las dos en alguno de esos lugares, pero al final terminó acomodándose en Long Island, en la mansión de la familia de Doris Dana y se instaló en las afueras de la megalópolis: «Pero si tú no quieres dejar tu casa, cómprame, repito, un calentador y quedamos aquí», le escribió en 1954.
Doris Dana en esa época, consciente de que la existencia de Mistral era finita, comenzó un minucioso registro de cada conversación que tenía con la poeta. Además, acumuló 250 cartas y miles de ensayos literarios, que constituyen el más importante legado mistraliano y que fue donado por su sobrina Doris Atkinson después de su muerte, en noviembre de 2006.

## Muerte

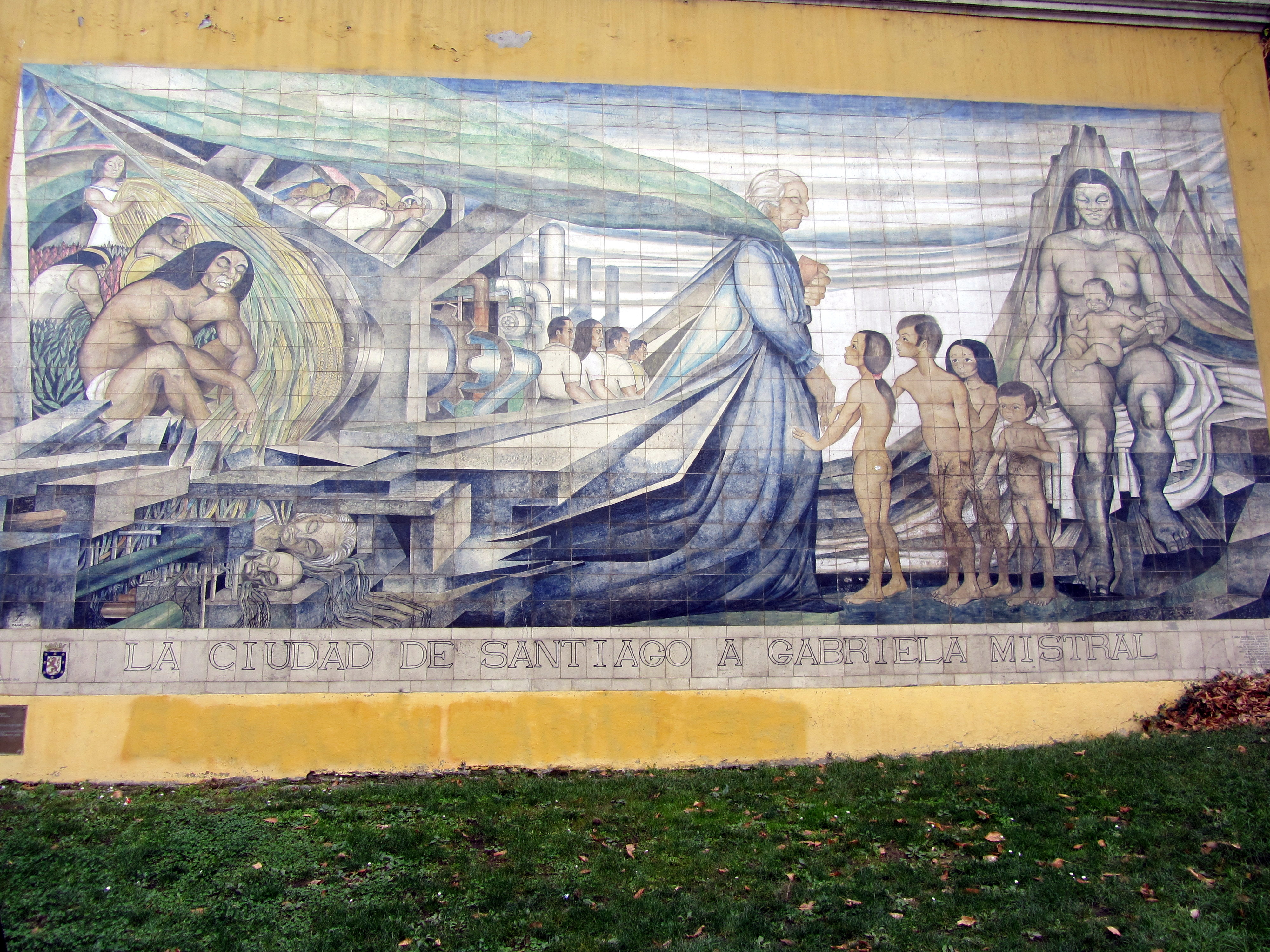
La ciudad de Santiago a Gabriela Mistral, mural en cerámica de Fernando Daza, ubicado en las faldas del costado sur del Cerro Santa Lucía, creado en 1970 y restaurado en 1997.

Mistral tenía diabetes y problemas cardíacos; padecía arteroesclerosis cerebral, que le ocasionaba problemas de orientación. Luego de haber sufrido una hemorragia en su casa y tras la recomendación de su médico, Martin Goldfarb, ingresó al Hospital General de Hempstead en Nueva York el 29 de diciembre de 1956 a causa de un cáncer de páncreas; recibió la unción de los enfermos el 2 de enero de 1957 y dos días más tarde entró en coma, mientras que el día 8 recibió la bendición papal por parte del sacerdote chileno Renato Poblete. Falleció a las 5:18 del 10 de enero de 1957, a los 67 años; su cuerpo fue trasladado el mismo día a la funeraria Frank Campbell de Nueva York, en la intersección de la calle 81 y la Avenida Madison, para ser embalsamado.
El 12 de enero se realizó una misa de réquiem en la Catedral de San Patricio de Nueva York, presidida por el cardenal Francis Spellman, arzobispo de Nueva York, mientras que la ceremonia fue oficiada por Renato Poblete. A la ceremonia asistieron alrededor de 500 personas, incluyendo miembros de las embajadas latinoamericanas ante las Naciones Unidas y miembros del cuerpo consular chileno.
En su testamento estipuló que el dinero producido por la venta de sus libros en América del Sur debía destinarse a los niños pobres de Montegrande, donde pasó sus mejores años de infancia, y el de la venta en otras partes del mundo a Doris Dana y Palma Guillén, quien renunció a esa herencia en beneficio de los niños pobres de Chile. Esta petición de la poeta no se había podido realizar debido al decreto 2160, que derivaba los fondos a editoriales e intelectuales. Este decreto fue derogado y los ingresos producto de su obra llegan a los niños de Montegrande en el valle del Elqui.
Sus restos llegaron a Chile el 18 de enero de 1957, a bordo de un avión de la Fuerza Aérea de Chile que aterrizó en el aeródromo Los Cerrillos, y fueron velados en la Casa Central de la Universidad de Chile donde permanecieron hasta el 21 de enero, fecha en que fue sepultada en el Cementerio General de Santiago.
El 23 de marzo de 1960 fueron trasladados definitivamente a Montegrande, como era su deseo. A las 8:00 despegó desde Los Cerrillos el avión que llevó sus restos hasta el aeródromo La Florida de La Serena, arribando a dicha ciudad a las 10:30 y de ahí fue trasladado hasta Vicuña. En la Plaza de Armas de dicha ciudad se instaló una capilla ardiente con el cuerpo de Mistral desde las 12:35 y se realizó un responso. Posteriormente el féretro fue llevado hasta Montegrande y a las 16:45 fue depositado en la tumba instalada en su honor. Una vez mencionó que le gustaría que bautizaran un cerro de Montegrande en su honor y lo consiguió el 7 de abril de 1991, en el que hubiera sido su 102.º cumpleaños, cuando el cerro El Fraile pasó a llamarse Gabriela Mistral.
Doris Dana permaneció como albacea de la obra de Mistral y evitó enviarla a Chile hasta que no se reconociera a la poeta como correspondía a su estatura mundial. Incluso se le llegó a extender una invitación de parte del gobierno del presidente Ricardo Lagos, cosa que ella declinó. La sobrina de Doris Dana, Doris Atkinson, donó al Gobierno chileno el legado literario de Mistral ―más de 40 000 documentos, custodiados en los archivos de la Biblioteca Nacional de Chile, incluidas las 250 cartas escogidas por Zegers para su publicación―.

## Homenajes póstumos y legado

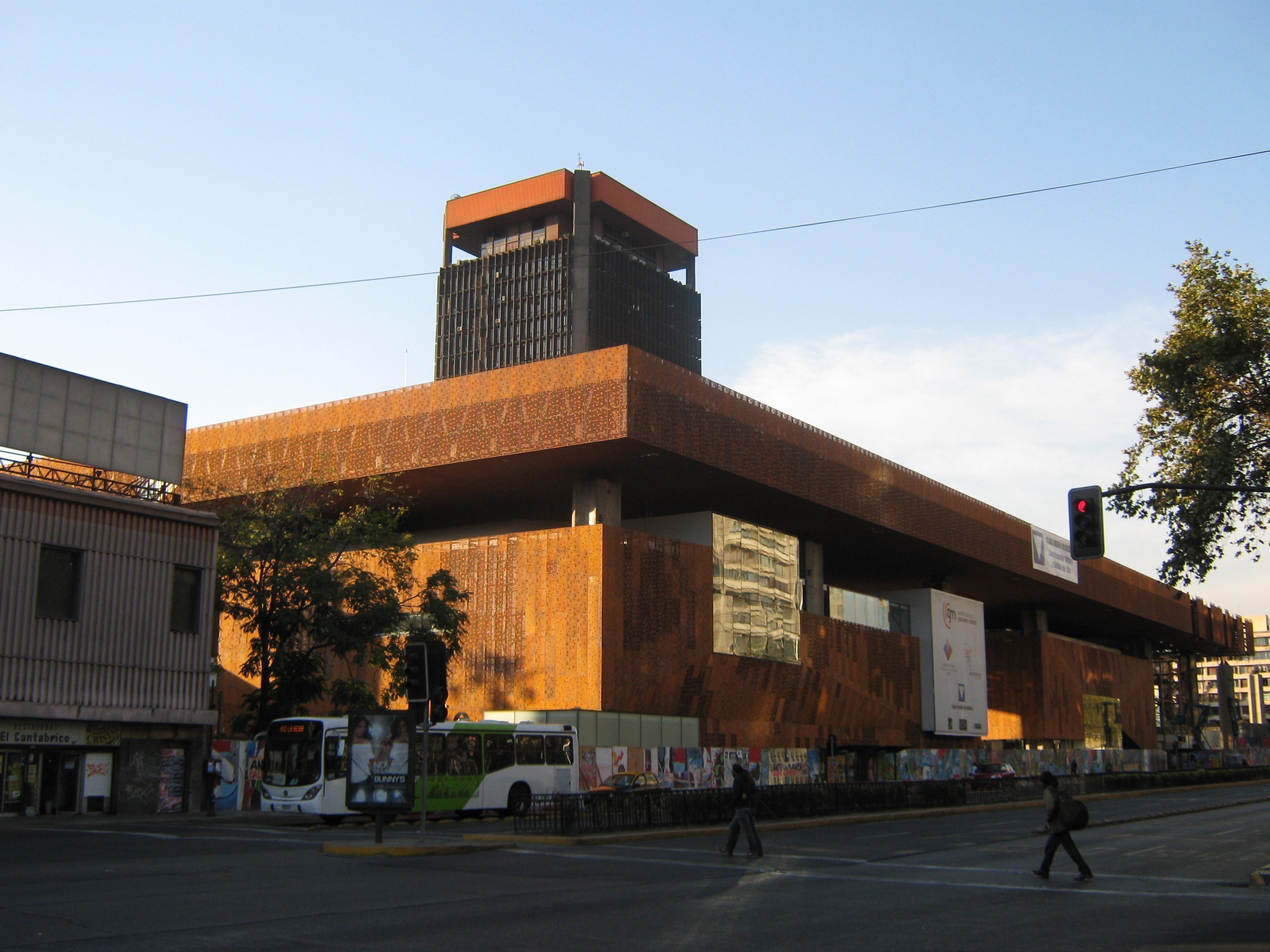
El Centro Cultural Gabriela Mistral, en el centro de Santiago.

El poeta y estudioso de su obra Jaime Quezada ha editado una serie de libros póstumos con escritos de la premio Nobel: Escritos políticos (1994), Poesías completas (2001), Bendita mi lengua sea (2002) y Prosa reunida (2002).
La Organización de los Estados Americanos instituyó en 1979 el Premio Interamericano de Cultura «Gabriela Mistral», «con el propósito de reconocer a quienes han contribuido a la identificación y enriquecimiento de la cultura propia de América y de sus regiones o individualidades culturales, ya sea por la expresión de sus valores o por la asimilación e incorporación a ella de valores universales de la cultura». Fue otorgado por primera vez en 1984 y por última en 2000. Además, hay una serie de otros premios y concursos que llevan su nombre.
Una universidad privada fundada en 1981, una de las primeras en Chile, también lleva su nombre: la Universidad Gabriela Mistral. En 1977, el gobierno de Chile instituyó en su honor la Orden al Mérito Docente y Cultural Gabriela Mistral.
El 15 de noviembre de 2005, recibió un homenaje en el Metro de Santiago en conmemoración de los sesenta años de su recepción del premio Nobel. Se le dedicó un tren boa tapizado con fotografías de la poeta. Casi todas las ciudades importantes de Chile poseen una calle, plaza o avenida bautizada en honor a ella con su nombre literario.
En diciembre de 2007 llegó a Chile gran parte del material retenido en Estados Unidos por su primera albacea, Doris Dana. Lo recibió la ministra chilena de cultura Paulina Urrutia, junto a Doris Atkinson, la nueva albacea. La recopilación, transcripción y clasificación ha sido hecho por el humanista chileno Luis Vargas Saavedra que, al mismo tiempo, ha preparado una edición del trabajo llamada Almácigo.
El 19 de octubre de 2009 se renombró el edificio Diego Portales como Centro Cultural Gabriela Mistral. La Presidenta de la República, Michelle Bachelet, promulgó la ley 20386, publicada el 27 de octubre de 2009, que cambió la denominación del edificio a Centro Cultural Gabriela Mistral, «con la finalidad de perpetuar su memoria y honrar su nombre y su contribución a la conformación del patrimonio cultural de Chile y de las letras hispanoamericanas».
En 2015 la Universidad de Chile inauguró la Sala Museo Gabriela Mistral en su Casa Central, destacando tres hitos de su relación con la Universidad: el reconocimiento de su calidad de profesora en 1923; la creación del grado doctor honoris causa para ella en 1954 (fue la primera en recibirlo); y el velatorio de sus restos en el Salón de Honor en 1957. La sala expone material audiovisual, pinturas, primeras ediciones de sus obras y fotos.
La Biblioteca Regional Gabriela Mistral de La Serena fue inaugurada el 5 de marzo de 2018 por la presidenta Michelle Bachelet, quien subrayó que esta "se relaciona armónicamente con la Casa de Las Palmeras", lugar que la poeta compró en 1925 "soñando con reproducir el modelo mexicano de escuelas rurales y que hoy es un hito fundamental de la ruta mistraliana"».

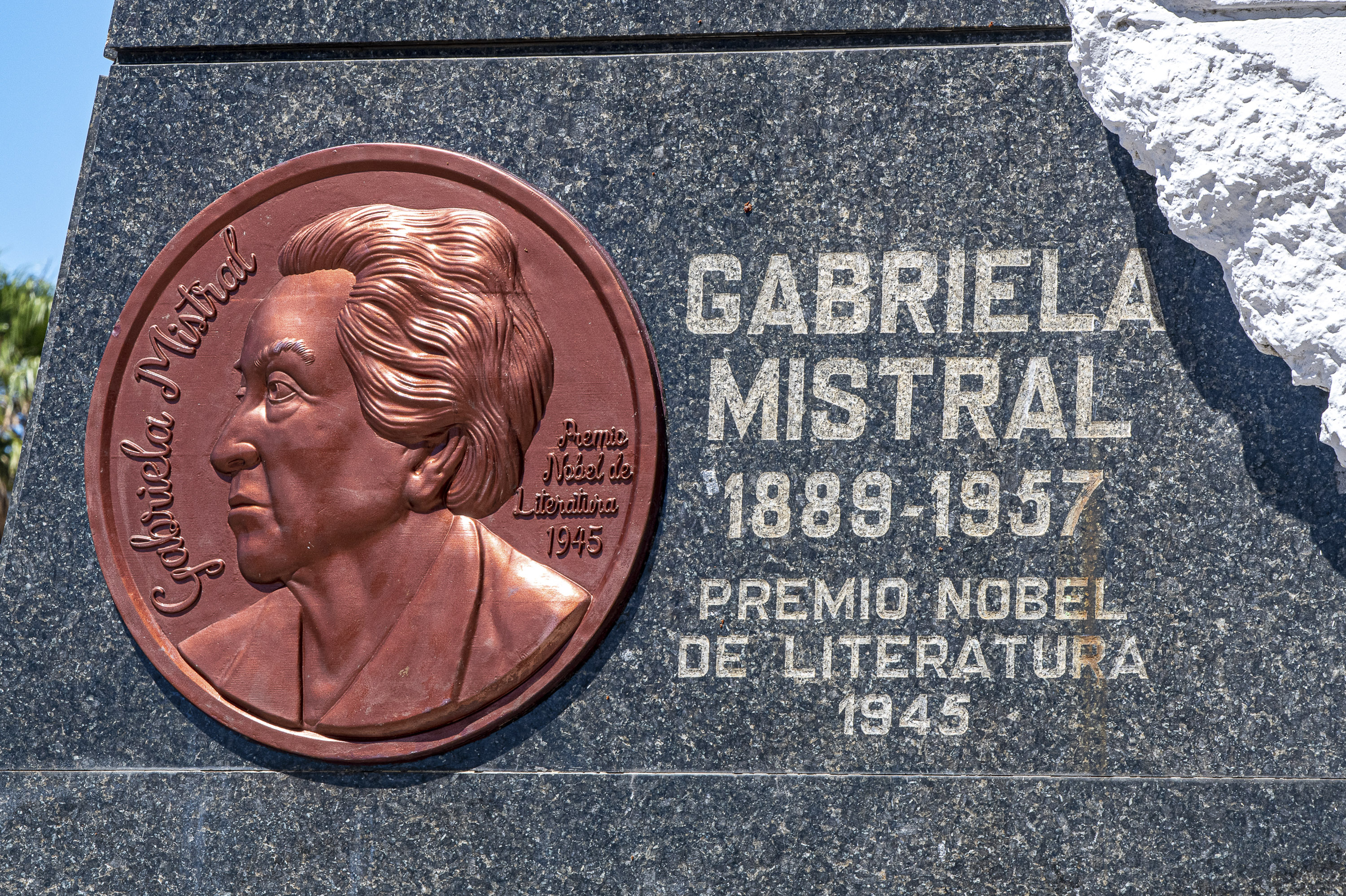
Homenaje a Mistral en Montevideo (Uruguay) colocado en 2022

Desde abril de 2024 el Campus Enrique Molina Garmendia de la Universidad de La Serena pasó a llamarse Campus Gabriela Mistral.   En mayo de 2024 el Senado de Chile aprobó el 7 de abril como efeméride dedicada a la poeta, a contar del año siguiente.
La Universidad de Chile ha organizado en su Casa Central recitales poéticos en varias lenguas de la obra de Mistral, cuyos versos han sido leídos por embajadores, funcionarios diplomáticos, estudiantes de intercambio y miembros de la sociedad civil. En la versión de 2024 sumó 28 lenguas, entre ellas el finés, gaélico irlandés, croata, chino y árabe, entre otros.
El 15 de diciembre de 2015 fue lanzada una edición conmemorativa de la tarjeta bip! para celebrar los 70 años de la obtención del premio Nobel de Gabriela Mistral. Diez años después, el 19 de mayo de 2025 fue lanzada una nueva edición especial para conmemorar los 80 años de dicho galardón; en dicha ocasión fueron puesta a la venta 10 mil copias, mientras que en Coquimbo y La Serena fueron puestas a la venta 2000 copias de otra edición especial, destinada para el pago en los buses de Red Coquimbo-La Serena de Movilidad.

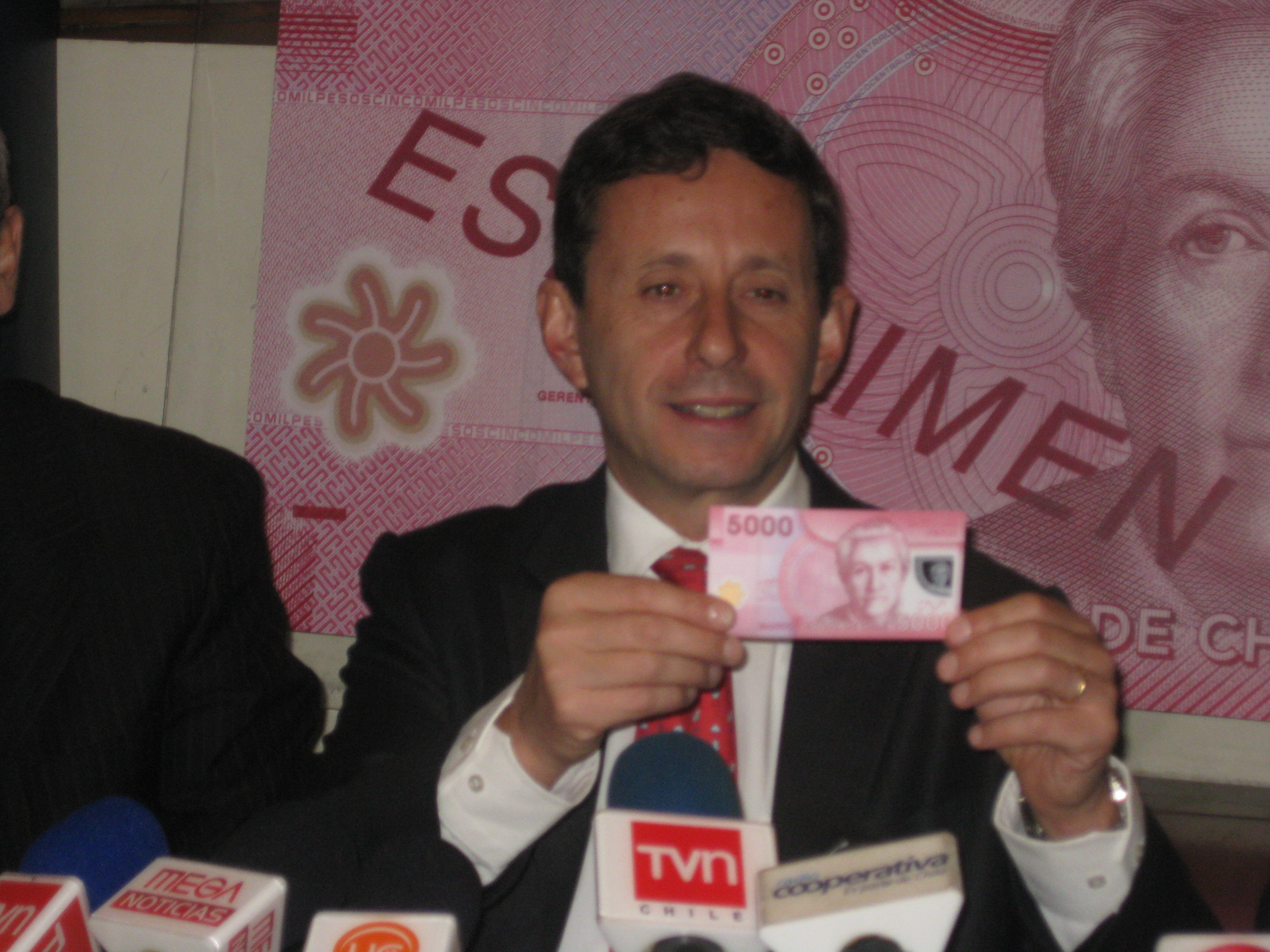
El presidente del Banco Central José De Gregorio presentó en 2009 el nuevo billete de 5000 pesos con el rostro de Mistral.

### Numismática
La imagen de Mistral ha aparecido en el billete de 5000 pesos chilenos desde julio de 1981. En septiembre de 2009 se puso en circulación un nuevo billete, del mismo valor, con una imagen retocada de Mistral.

## Relaciones personales
Gabriela Mistral mantuvo su vida personal en estricta reserva, lo que ha provocado mucha discusión respecto a sus relaciones personales y sentimentales. Mistral se mantuvo soltera toda su vida, hecho poco común en una mujer en su época, por lo que gran parte de sus relaciones han sido interpretados a través de su trabajo literario o sus epístolas.
A los 15 años tuvo un amor platónico con Alfredo Videla Pineda, un hombre rico y más de 20 años mayor que ella, con el que se carteó durante casi año y medio.
En 1906, mientras ella se desempeñaba como profesora en La Cantera, conoció a Romelio Ureta, un funcionario de ferrocarriles por el que Gabriela sintió un gran afecto. Muchos estudiosos de la vida de la poeta han considerado a Ureta como «el gran amor» de su vida. La relación tuvo un final trágico cuando Ureta se suicidó en noviembre de 1909. Mistral escribió Sonetos de la muerte inspirada en sus sentimientos tras la muerte de Ureta. Dichos versos la catapultaron a nivel nacional, luego de ganar los Juegos Florales de 1914. Aunque por un tiempo la muerte de Ureta fue interpretada como causada por la relación con Mistral, ella misma lo descartó y lo consideró nada más que «novelería». Ureta se habría suicidado al verse acorralado, luego de sacar dinero de la caja del ferrocarril donde trabajaba con el fin de ayudar a un amigo y no poder devolverlo.
Los Juegos Florales sirvieron también para que Gabriela entablara una relación con el escritor Manuel Magallanes Moure, quien fue jurado en el evento. Impactado con el talento de Mistral, Magallanes comenzó a enviarle cartas y la relación epistolar entre ambos se convirtió en una con sentimientos más profundos. Mistral eliminó gran parte de las cartas, al considerar que al final podían ser consideradas una suerte de adulterio (ya que Magallanes era casado), pero algunas copias que él guardó reflejan el amor prohibido de Mistral por el escritor, rechazando sus insinuaciones de concretar un encuentro.

Te adoro, Manuel. Todo mi vivir se concentra en este pensamiento y en este deseo: el beso que puedo darte y recibir de ti. ¡Y quizás -seguramente- ni pueda dártelo ni pueda recibirlo...! En este momento siento tu cariño con una intensidad tan grande que me siento incapaz del sacrificio de tenerte a mi lado y no besarte... Estoy muriéndome de amor frente a un hombre que no puede acariciarme...
Gabriela Mistral

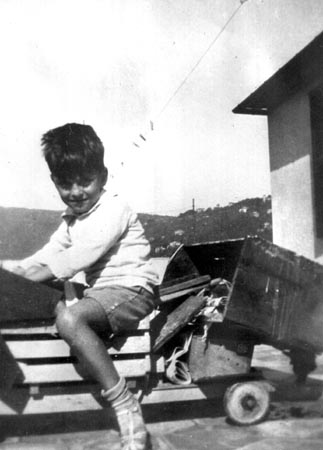
Yin Yin (1925-1943), sobrino de Gabriela Mistral y a quien crio como un hijo.

Las cartas también reflejaron la poca autoestima de Mistral, considerándose fea, deforme y complicada. «Yo nací mala, dura de carácter, egoísta enormemente y la vida exacerbó esos vicios y me hizo 10 veces dura y cruel». La relación epistolar duró casi siete años; solo en 1921 se encontraron físicamente en Santiago, momento en que el encanto se quebró y la relación se enfrió. Ambos siguieron en contacto como amigos hasta 1923, cuando Mistral partió al extranjero. En su carta de despedida, Mistral lo enfrentó: «Tú no me pudiste querer mi vejez, mi fealdad... Tu orgullo, muy visible, te alejó de mi.»
En 1925, nació Juan Miguel Godoy, su sobrino (hijo de Carlos, su hermano por parte de padre). Mistral, quien en esa época residía en Francia, recibió la custodia de su sobrino y lo crio como su propio hijo junto a su secretaria mexicana, Palma Guillén. Más conocido como Yin Yin, fue una de las figuras más influyentes en la vida de Mistral. Su vida, sin embargo, tuvo un abrupto final tras mudarse desde Europa a Petrópolis, Brasil. Yin Yin nunca pudo acostumbrarse a su nuevo entorno y fue acosado por sus compañeros. En 1943, se suicidó a los 18 años de edad tras ingerir arsénico, lo que fue un duro golpe para Gabriela Mistral y dio inicio a una de las épocas más oscuras de su vida.

### Gabriela Mistral y Doris Dana

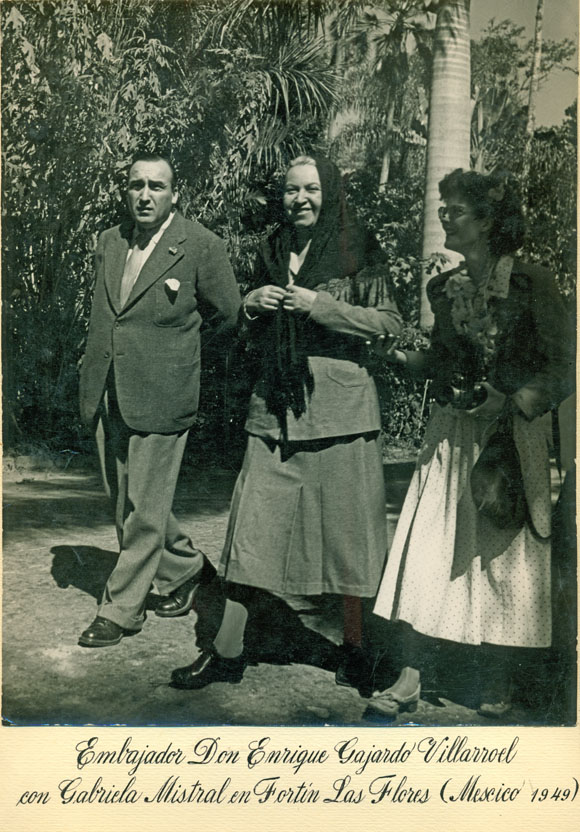
Gabriela Mistral junto a Doris Dana, en 1949, visitando al embajador chileno en México.

Uno de los temas más controvertidos respecto a Mistral, tanto mientras ella vivió como después de su fallecimiento, era lo asociado a su posible lesbianismo. En sus diarios íntimos escritos entre 1945 y 1946, y que fueron publicados en 2002, rechazó los comentarios sobre su eventual lesbianismo e indica que habría sido una de las razones por las que se alejó de Chile durante sus últimos años.

De Chile, ni decir. Si hasta me han colgado ese tonto lesbianismo, y que me hiere de un cauterio que no sé decir. ¿Han visto tamaña falsedad? […] No se desea volver a lugares del mundo donde se hace con los propios asuntos una novela policial. Yo no soy ningún dechado; tampoco una cosa extraordinaria. Yo soy una mujer como cualquier otra chilena
Gabriela Mistral (ca. 1945), en Bendita sea mi lengua (editada en 2002).

En el ámbito más íntimo existen documentos que reflejan una relación muy íntima con mujeres. La relación más debatida es la que mantuvo con Doris Dana. Ambas se conocieron en 1949, luego de comunicarse a través de cartas desde 1948. Se mantuvieron inseparables hasta el fallecimiento de la poeta, en 1957. En su testamento, Dana fue nombrada como albacea y custodió el legado de la poeta por más cincuenta años. 
Es la joven estadounidense —que en ese entonces tenía 28 años— quien se acerca a la poeta tres décadas mayor que ella y ya consagrada con el Premio Nobel. Le escribe a su residencia en Santa Bárbara, California. La excusa es la publicación de un volumen en torno a Thomas Mann que incluye una traducción hecha por Dana de un texto de la poeta chilena. El tono es de respeto, casi de veneración:

Mi querida Maestra:

Me he tomado la libertad de mandarle, a nombre de la New Directions Press, el ejemplar destinado para usted de “The Stature of Thomas Mann”.
De haber sido posible hubiera preferido, desde luego, gozar del privilegio de poner este libro personalmente en sus propias manos.
En una época acribillada de comercialismo, un volumen como éste es digno de tal gracia y dignidad.

Le escribo esta carta para expresarle, dentro de sus límites, la profunda gratitud que siento por el alto privilegio de haber traducido al inglés su ensayo poderoso y fuerte, “El otro desastre alemán”

La correspondencia entre la poeta chilena y la neoyorquina es recopilada en el libro "Niña errante". El volumen solo incluye una veintena de cartas escritas por Doris Dana y más de doscientas de Mistral. Ambas hablan de una atracción a primera vista. A lo largo de la correspondencia se va configurando una relación apasionada, capaz por momentos de obsesionar a la poeta.
A menos de un año de iniciada la correspondencia, Mistral la trata de “amor”, identificándose a ratos a sí misma con el género masculino. A ratos desesperada por la conducta evasiva de Dana, quien solía irse por largas temporadas a Nueva York, ciudad en la que estaba radicada, a veces sin dejar dirección ni dar noticia.
El 14 de abril de 1949 Mistral le escribía:

Amor: te decía en mi carta de hoy 14 que llevo varias noches de mal dormir. Duermo de dos o tres de la mañana y hasta las siete. Pero quiero volver a hablarte hoy. (Te acabo de poner un telegrama. No quisieron recibir el pago de la respuesta estos palurdos.)

Yo no entiendo nada de lo ocurrido, mi amor. Sólo sospecho que mi carta sobre los Artasánchez te ha hecho sufrir mucho. Y que o eso o el avión te ha causado un daño del corazón.
¡Qué estúpido ha sido el que más te quiere, Doris mía! ¡Perdóname, vida mía, perdóname! ¡No lo haré más! Y tú guardarás el control de ti, y haz fe en tu pobrecillo, que es un ser torpe, vehemente y envenenado por su complejo de inferioridad (el de la edad).

Duerme, mi amor, descansa. Yo procuraré ser menos brutal y necio. Yo te debo el lavarme de estos defectos. Yo te debo felicidad por cuanto he recibido de ti.

A comienzos del siglo XXI, se comenzó a investigar el tema del lesbianismo de Mistral y su relación con Dana, quien en sus últimos años, negó rotundamente haber mantenido una relación íntima o sexual con Mistral. La catedrática estadounidense Licia Fiol-Matta escribió en A Queer Mother for the Nation: The State and Gabriela Mistral, que Mistral era «una lesbiana de armario» y que su obra contrastaba con «la consagración póstuma como un ícono nacional célibe, santo, sufriente y heterosexual». Estas aseveraciones fueron criticadas por el entorno mistraliano, al mismo tiempo que la Fundación Gabriela Mistral negó en 2001 al escritor Juan Pablo Sutherland la inclusión de ciertos versos de la poeta en A corazón abierto: geografía literaria de la homosexualidad en Chile, un análisis respecto a la homosexualidad en la literatura chilena.
Al fallecer Dana en 2006, el epistolario que mantuvo con Mistral se hizo público gracias al permiso otorgado por la heredera de Doris Dana, su sobrina Doris Atkinson. La obra Niña errante fue publicada en 2009 con transcripción, prólogo y notas de Pedro Pablo Zegers, conservador del Archivo del Escritor de la Biblioteca Nacional. En ella, se reproducen por primera vez algunas cartas que reflejan la relación íntima que mantuvieron ambas mujeres.
Doris Dana, 31 años menor que Mistral, negó explícitamente en su última entrevista que su relación con la escritora fuera romántica o erótica, y la describió como la relación entre una madrastra y su hijastra. Dana negó ser lesbiana y en su opinión es poco probable que Gabriela Mistral fuera lesbiana.

Desde que te fuiste yo no río y se me acumula en la sangre no sé qué materia densa y oscura. Yo no puedo saber aún, amor mío, lo que ocurra conmigo a lo largo de los sesenta días de nuestra separación.
Estoy viviendo la obsesión, amor. (...) Yo no sabía hasta dónde eso -lo vivido- ha cavado en mí, hasta dónde estoy quemada por ese punzón de fuego, que duele igual que la brasa ardiendo sobre la palma de la mano.
Gabriela Mistral a Doris Dana

A medida que la homosexualidad ha ganado aceptación en Chile y se han liberado más cartas que reflejan la obra de Mistral, se ha avanzado en la consideración de Mistral como lesbiana, y el impacto de ello tanto en su obra como en su legado. En 2011, se publicó el documental Locas Mujeres de María Elena Wood que profundiza en la relación entre Gabriela Mistral y Doris Dana.   Asimismo se ha descubierto que en 1935 dejó su casa en Madrid para que la utilizara en sus reuniones el Círculo Sáfico de Madrid, integrado entre otras por las escritoras tribadistas Victorina Durán, Rosa Chacel, Elena Fortún y Matilde Ras.
En 2015, cuando se promulgó el acuerdo de unión civil que permitió formalizar por primera vez parejas del mismo sexo ante el Estado chileno, la presidenta Michelle Bachelet usó algunos versos de Gabriela Mistral para ilustrar el avance de la nueva ley. «Nuestra Gabriela Mistral escribió a su querida Doris Dana: “Hay que cuidar esto Doris, es una cosa delicada el amor”. Y lo recuerdo hoy porque a través de esta ley lo que hacemos es reconocer desde el Estado el cuidado de las parejas y de las familias y dar un soporte material y jurídico a esa vinculación nacida en el amor», señaló Bachelet, lo que sorprendió a la Fundación Gabriela Mistral.

## Premios y distinciones
- 1914: Premio de los Juegos Florales por «Sonetos de la muerte» (Chile).
- 1945: Premio Nobel de Literatura.
- 1946: Chevalier de la Legión de Honor (Francia).
- 1946: Medalla Enrique José Varona (Cuba).
- 1947: Doctor «honoris causa» por el Mills College of Oakland (California).
- 1950: Premio Serra de las Américas.
- 1951: Doctor «honoris causa» por la Universidad de Columbia (Nueva York).
- 1951: Premio Nacional de Literatura de Chile.

Entre los muchos doctorados honoris causa que recibió, destacan los de la Universidad Nacional de Guatemala, de California en Los Ángeles y de Florencia, por nombrar algunos, además del que le otorgó la Universidad de Chile a su regreso a la patria en 1953.

## Obras

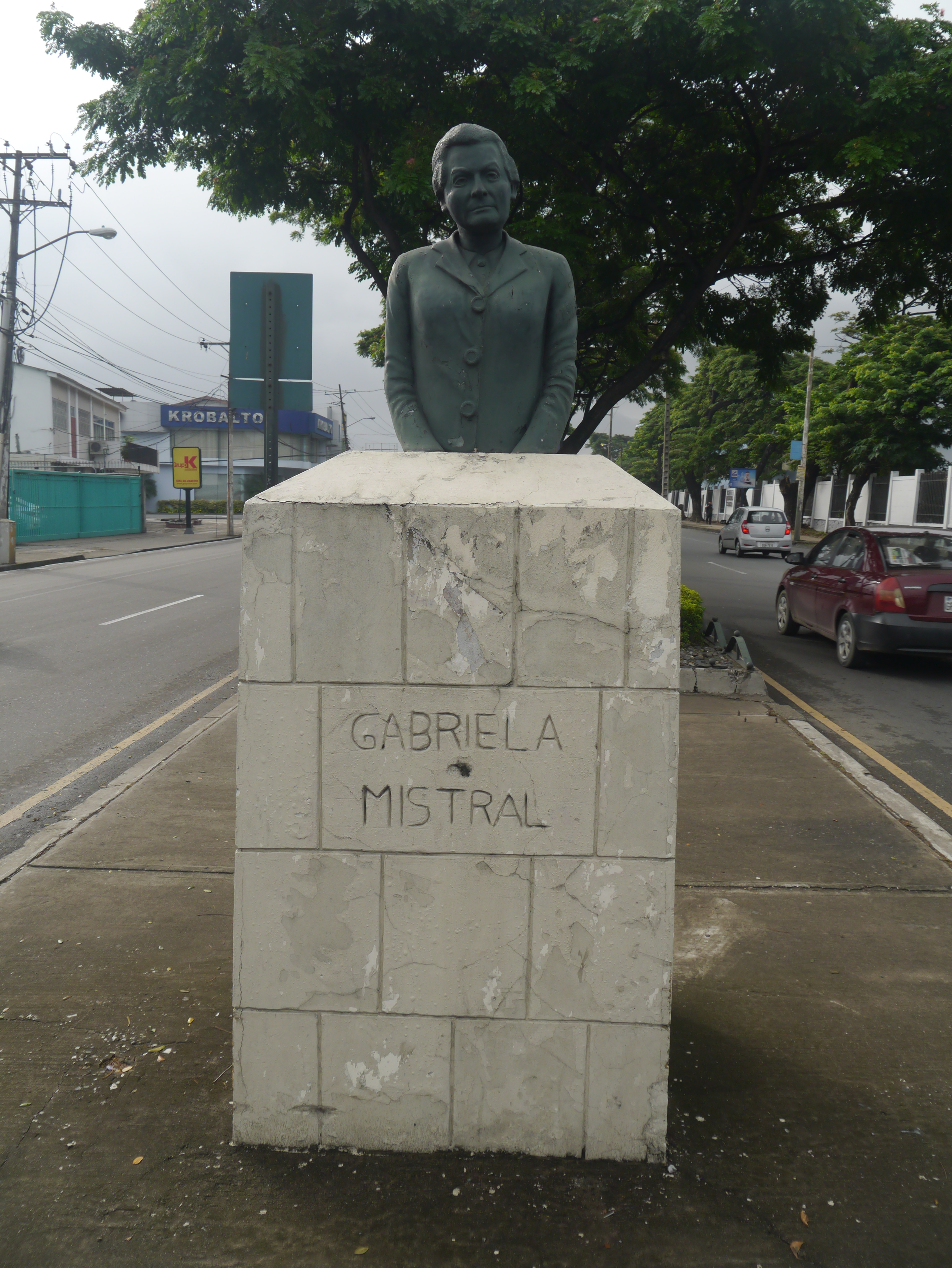
Busto de Gabriela Mistral en Guayaquil, Ecuador.

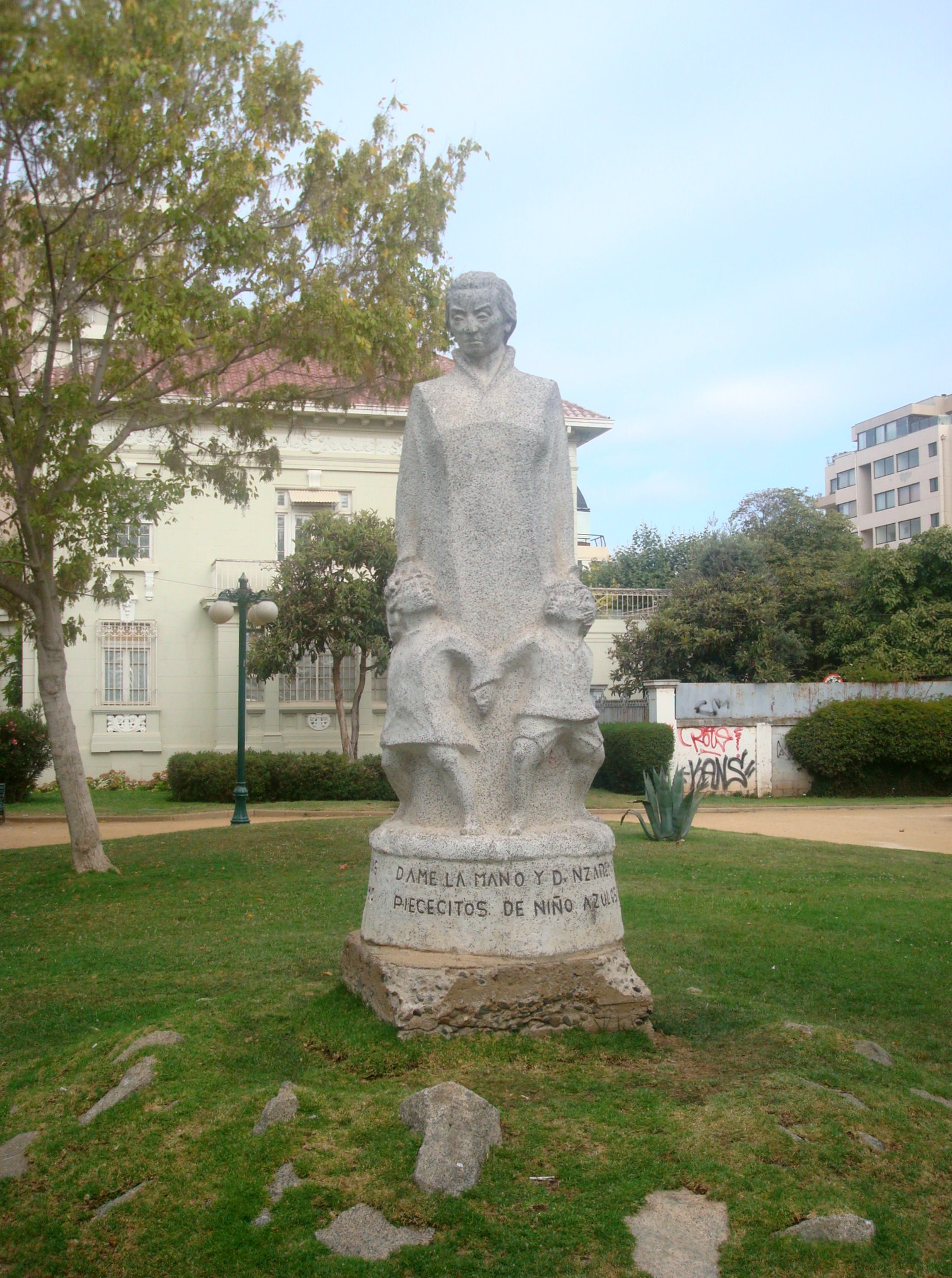
Monumento a Gabriela Mistral, en Viña del Mar (Chile).

- Sonetos de la muerte (1915). Santiago: Primerose.
- Desolación (1922). Nueva York: Instituto de las Españas en los Estados Unidos.
- Lecturas para mujeres destinadas a la enseñanza del lenguaje (1923), con prólogo de Palma Guillén. México: Departamento Editorial de la Secretaría de Educación de México. 1.ª edición en Chile, abril de 2018, Editorial Planeta Sostenible.
- Ternura. Canciones de niños: rondas, canciones de la tierra, estaciones, religiosas, otras canciones de cuna (1923). Madrid: Saturnino Calleja.
- Nubes blancas: poesías, y La oración de la maestra (1930). Barcelona: B. Bauza.
- Tala (1938). Buenos Aires: Editorial Sur.
- Antología (1941), selección de la autora. Santiago: Editorial Zig-Zag.
- Los sonetos de la muerte y otros poemas elegíacos (1952). Santiago: Philobiblion.
- Lagar (1954). Santiago: Editorial del Pacífico.
- Recados, contando a Chile (1957), selección, prólogo y notas de Alfonso M. Escudero. Santiago: Editorial del Pacífico.

Colaboraciones:
- Ecos (jueves 23 de marzo de 1905) Vicuña: La Voz del Elqui, N° 894
- Página de mi alma, dedicada a mi madre (jueves 20 de abril de 1905) Vicuña: La Voz del Elqui, N° 902
- De mis tristezas, para mi hermana (jueves 13 de julio de 1905) Vicuña: La Voz del Elqui, N° 925
- Flores negras, para el album de Lolo (jueves 10 de agosto de 1905) Vicuña: La Voz del Elqui, N° 934
- Ensoñaciones (domingo 1 de octubre de 1905) Vicuña: La Voz del Elqui, N° 947
- Voces (jueves 9 de julio de 1905) Vicuña: La Voz del Elqui, N° 958
- Carta íntima (jueves 30 de noviembre de 1905) Vicuña: La Voz del Elqui, N° 964
- La instrucción de la mujer (jueves 8 de marzo de 1906) Vicuña: La Voz del Elqui, N°988.
- Al final de la vida (domingo 11 de marzo de 1906) Vicuña: La Voz del Elqui, N° 989.
- Adiós a Laura (jueves 5 de julio de 1906) Vicuña: La Voz del Elqui, N° 1019.
- Página de un libro íntimo (domingo 2 de septiembre de 1906) Vicuña: La Voz del Elqui, N° 1026
- Filosofía moderna (jueves 13 de septiembre de 1906) Vicuña: La Voz del Elqui, N° 1029
- El tiempo (jueves 27 de septiembre de 1906) Vicuña: La Voz del Elqui, N° 1031
- Saetas igneas 1° parte (jueves 11 de octubre de 1906) Vicuña: La Voz del Elqui, N° 1034
- Saetas igneas 2° parte (domingo 14 de octubre de 1906) Vicuña: La Voz del Elqui, N° 1035
- La patria (jueves 18 de octubre de 1906) Vicuña: La Voz del Elqui, N° 1036
- El olvido (jueves 1 de noviembre de 1906) Vicuña: La Voz del Elqui, N° 1040
- La envidia (domingo 4 de noviembre de 1906) Vicuña: La Voz del Elqui, N° 1041
- Habla la anciana experiencia (jueves 1 de abril de 1090) Vicuña: La Voz del Elqui, N° 1299

Ediciones póstumas:
- Desolación, Ternura, Tala y Lagar, compilación de Palma Guillén; México DF: Porrúa, 1957.
- Motivos de San Francisco, selección y prólogo de César Díaz-Muñoz Cormatches. Santiago: Editorial del Pacífico, 1965; descargable desde el portal Memoria Chilena.
- Poema de Chile, texto revisado por Doris Dana; Editorial Pomaire, 1967; descargable desde el portal Memoria Chilena
- Poesías completas, con prólogo de Esther de Cáceres. Madrid: Aguilar, 1968.
- Magisterio y niño, selección de prosas y prólogo de Roque Esteban Scarpa. Santiago: Editorial Andrés Bello, 1979; descargable desde el portal Memoria Chilena.
- Elogio de las cosas de la tierra, selección y prólogo de Roque Esteban Scarpa. Editorial Andrés Bello, 1979.
- Lagar II. Santiago: Ediciones de la Dirección de Bibliotecas, Archivos y Museos (Biblioteca Nacional), 1991; descargable desde el portal Memoria Chilena.
- Antología mayor, 4 tomos (1: Poesía; 2: Prosa; 3: Cartas; 4: Vida y obra), edición y cronología general de Luis Alberto Ganderats. Santiago: Lord Cochrane, 1992.
- Gabriela Mistral en 'La Voz de Elqui'. Santiago: Dirección de Bibliotecas, Archivos y Museos, Museo Gabriela Mistral de Vicuña, 1992; descargable desde el portal Memoria Chilena.
- Gabriela Mistral en «El Coquimbo». Santiago: Dirección de Bibliotecas Archivos y Museos, Museo Gabriela Mistral de Vicuña, 1994; descargable desde el portal Memoria Chilena.
- Gabriela Mistral: Escritos políticos, selección, prólogo y notas de Jaime Quezada. Santiago: Fondo de Cultura Económica, 1994.
- Poesías completas, con un estudio preliminar y referencias cronológicas de Jaime Quezada. Santiago: Andrés Bello, 2001.
- Bendita mi lengua sea. Diario íntimo de Gabriela Mistral (1905-1956), edición de Jaime Quezada. Santiago: Planeta/Ariel, 2002; descargable desde el portal Memoria Chilena.
- El ojo atravesado. Correspondencia entre Gabriela Mistral y los escritores uruguayos, edición, selección y notas de Silvia Guerra y Verónica Zondek. Santiago: LOM, 2005.
- Gabriela Mistral: 50 prosas en «El Mercurio»: 1921-1956, prólogo y notas de Floridor Pérez. Santiago: El Mercurio/Aguilar, 2005.
- Moneda dura. Gabriela Mistral por ella misma, compilado por Cecilia García Huidobro. Santiago: Catalonia, 2005.
- Esta América nuestra. Correspondencia 1926-1956. Gabriela Mistral y Victoria Ocampo, edición, introducción y notas de Elisabeth Horan y Doris Meyer. Buenos Aires: El Cuenco de Plata, 2007.
- Gabriela Mistral esencial. Poesía, prosa y correspondencia, selección, prólogo, cronología y notas de Floridor Pérez. Santiago: Aguilar, 2007.
- Gabriela y México, selección y prólogo de Pedro Pablo Zegers. Santiago: Red Internacional del Libro, 2007.
- Gabriela Mistral. Álbum personal. Santiago: Dirección de Bibliotecas, Archivos y Museos; Pehuén, 2008.
- Almácigo, poemas inéditos; edición de Luis Vargas Saavedra. Santiago: Universidad Católica de Chile, 2009.
- Niña errante. Cartas a Doris Dana, edición y prólogo de Pedro Pablo Zegers; Lumen, Santiago, 2009.
- Hijita querida, edición, selección y prólogo de Pedro Pablo Zegers; Dibam/Pehuén, Santiago, 2011.
- Epistolario americano, correspondencia con José Vasconcelos y Radomiro Tomic, además de Ciro Alegría, Salvador Allende, Alone, Eduardo Frei Montalva, Pablo Neruda y Ezra Pound, entre otros;[90] Santiago: Das Kapital Ediciones, 2012.
- Baila y sueña. Rondas y canciones de cuna inéditas de Gabriela Mistral, 13 canciones de cuna y 18 rondas inéditas recopiladas por Luis Vargas Saavedra, quien las descubrió en 2006, cuando Doris Atkinson lo invitó a conocer una serie de manuscritos inéditos en South Hadley;[91] Santiago: Universidad Católica, 2012.
- Caminando se siembra, prosas inéditas, selección de Luis Vargas Saavedra. Santiago: Lumen, 2013.
- Poema de Chile, nueva versión con edición, investigación y prólogo de Diego del Pozo, que suma 59 poemas a los 70 que tenía el preparado por Doris Dana en 1967. Santiago: La Pollera, 2013.
- Por la humanidad futura, antología política de Gabriela Mistral. Investigación, edición y prólogo por Diego del Pozo. El libro rescata textos políticos inéditos, así como otros que no estaban compilados anteriormente, además de discursos y entrevistas. Santiago: La Pollera, 2015.
- 70 años del Nobel, antología ciudadana, con ilustraciones de Alejandra Acosta, Karina Cocq, Rodrigo Díaz, Pablo Luebert y Paloma Valdivia; Consejo Nacional de la Cultura y las Artes (CNCA), 2015 (descargable gratuita y legalmente desde el CNCA).
- Sol del trópico, con ilustraciones del pintor Mario Murúa; Planeta Sostenible, 2016.
- Cuentos & Autobiografías, Textos inéditos revisados y compilados por Gladys González. Valparaíso: Ediciones Libros del Cardo, 2017.
- Pasión de enseñar (Pensamiento pedagógico), Editorial UV, 2017.
- Manuscritos. Poesía inédita, 29 poemas inéditos revisados y compilados por Verónica Jiménez. Santiago: Garceta Ediciones, 2018.
- Las renegadas, antología de 88 poemas realizada por la escritora Lina Meruane, Lumen, Santiago, 2018.
- Bendita mi lengua sea: Diario íntimo, compilador Jaime Quezada, Catalonia, 2019.
- Toda culpa es un misterio, antología mística y religiosa de Gabriela Mistral. Investigación, edición y prólogo por Diego del Pozo. El libro rescata textos místicos y religiosos. Santiago: La Pollera, 2020.
- La misteriosa maternidad del verso: tres conferencias. El libro recoge las conferencias pronunciadas por Gabriela Mistral, Alfonsina Storni y Juana de Ibarbourou en Montevideo, en 1938. La introducción es de Lorena Garrido y el posfacio de Jorge Arbeleche. Santiago: Libros de la Vorágine, 2022.
- Recados Completos de Gabriela Mistral. Investigación, transcripción, edición y prólogo por Diego del Pozo. El libro rescata la totalidad de los textos titulados como Recados por la autora. Santiago: La Pollera, 2023, 750 pgs.

### Musicalización de sus poemas
- La Pajita, álbum de Inti-Illimani, 1981.
- ¿En dónde tejemos la ronda?, álbum de Charo Cofré, 1985.
- Amado, apresura el paso, álbum de Ángel Parra, 1995.
- Cantata "Recados de Gabriela Mistral", compuesta por el compositor Jaime Soto León y grabada por el conjunto Barroco Andino (dirigido y fundado por el mismo) y el Coro de niños de la Universidad de Talca. Disco editado por el Sello Alerce, 1996.
- Mi niña golondrina, compuesta por Luis Enrique Galdames álbum de Zinatel, 2005.
- Oración al Cristo del Calvario, musicalizada por Cristóbal Fones SJ, del álbum Tejido a Tierra: Canto Creyente desde las Entrañas, 2008.